# Histoire des Juifs à Żnin
La communauté juive moderne s'est formée à Żnin vers 1816. Elle se développe rapidement et compte plus de 350 membres au milieu du XIXe siècle. Après l'indépendance de la Pologne en 1918, la majorité des Juifs quitte la ville pour s'installer en Allemagne. Le peu de Juifs restant, environ une vingtaine, périssent lors de la Shoah. 
La ville de Żnin située dans le centre de la Pologne actuelle, est annexée en 1815 par le royaume de Prusse après la défaite de Napoléon, Allemande après 1870, elle le reste jusqu'à la Première Guerre mondiale. Le traité de Versailles attribue en 1919, la ville à la Pologne nouvellement indépendante.   
Żnin fait partie de la voïvodie de Couïavie-Poméranie et compte actuellement un peu moins de 15 000 habitants. 

## Histoire des Juifs à Żnin

### Au Moyen Âge
Des Juifs sont présents à Żnin avant 1449, car à cette date, il est fait mention d'une dispute entre Juifs et Chrétiens, entrainant par décret du chapitre de Gniezno l'expulsion des Juifs de la ville le 24 avril 1449.

### XIXeetXXesièclesjusqu'à la Première Guerre mondiale
Ce n'est que vers 1816 que des Juifs s'installent de nouveau à Żnin. La communauté se reforme avant 1825. Une synagogue est construite et un cimetière juif fondé. Les statuts de la communauté sont approuvés le 1er octobre 1834 et le nombre d'habitants juifs progresse graduellement jusqu'au milieu du XIXe siècle avant de commencer à décroitre à partir des années 1860. En 1857, on compte 357 Juifs à Żnin répartis en 72 familles. En 1903, on recense 313 Juifs et 300 en 1905. 
La communauté possède sa propre école religieuse ouverte en 1857, une Chewra Kadishe (Société du dernier devoir) pour l'aide aux familles endeuillées, ainsi que deux associations caritatives de femmes israélites. Au début du XXe siècle est fondée une société d'histoire et de littérature juive.
Les rabbins de Żnin sont reconnus comme d'excellents talmudistes: M. Landau, Abraham Chaim et son fils Elias Chaim. Ce dernier, natif de Żnin, étudie initialement avec son père avant d'être l'élève des célèbres rabbins Blaschke de Schönlanke (maintenant Trzcianka) et Malbim de Wreschen (maintenant Września. Après son mariage, il devient marchand et collecteur de taxes à Labischin (Łabiszyn). Á la mort de son père, il devient rabbin de Żnin, poste qu'il occupera 44 ans jusqu'à sa mort en 1900. Son beau-frère Singer est rabbin de Mogilno. Le successeur d'Elias Chaim, Louis Lewin, né le 30 décembre 1868 est aussi natif de Żnin. Passionné d'histoire, il décrit dans plusieurs de ses publications la vie des Juifs à Hohensalza (maintenant Inowrocław), à Pinne (Pniewy) et à Lissa (Leszno), le Conseil des Quatre Pays et la Chewra Kadisza de Breslau (Wrocław).
En 1848, lors du soulèvement polonais pendant le Printemps des peuples, Żnin est le théâtre de plusieurs actions contre les Juifs. De nombreuses maisons sont pillées, le Juif Mosze Jehuda Hakohen est tué et plusieurs autres blessés. 
En 1894, le conseil de la communauté juive de Żnin, composé entre autres de Mrs Hirsch, Leser et Kruger, fait un appel aux dons pour la rénovation de la synagogue. Dans la seconde moitié du XIXe siècle, un nouveau cimetière juif est ouvert à proximité de l'ancien,. En 1893, l'école religieuse obligatoire accueille 75 élèves. 

### L'entre-deux-guerres
Après la Première Guerre mondiale, la Pologne regagne son indépendance. La plupart des Juifs de Żnin, en majorité germanophone, opte pour l'Allemagne, et la communauté juive de la ville décline rapidement: en  1921, on compte encore 140 membres, mais il n'y a plus que 29 Juifs en 1923, 19 en 1925 et 25 en 1932. En 1923, sur les 29 Juifs résidant à Żnin, seuls neuf ont une activité professionnelle: il y a quatre commerçants, un fermier, une domestique, un ouvrier, une ouvrière et un Hazan (chantre). 
La communauté juive de Żnin est dissoute officiellement par le gouverneur du powiat de Poznań en 1922 et ses membres rattachés à la communauté juive de Gniezno, ville distante d'environ 40 km, mais cette dissolution est refusée par le ministre du Culte et de l'Éducation. L'école juive est fermée. Toutes les organisations juives existantes depuis le XIXe siècle sont à l'arrêt. La situation financière de la communauté se détériore parallèlement à la décroissance de ses membres et à l'arrêt des dons provenant d'anciens membres résidant en Allemagne. Pour tenter de survivre, la communauté prend la décision d'offrir à la ville les biens immobiliers lui appartenant en échange de quoi la ville s'engage à restaurer le mur du cimetière juif, à rembourser les dettes et à assurer une pension à vie aux pauvres Juifs qui étaient auparavant secourus par la communauté. En 1931, un commissaire gouvernemental est désigné pour administrer la communauté. Sa mission est de préparer l'annexion de la communauté de Żnin par celle de Gniezno.    
Dans les années 1930, le peu de magasins juifs restants sont recouverts d'inscriptions antisémites comme Juifs – semeur de communisme; N'achetez pas aux Juifs ou Grace à Mośeks et  Iceks un paradis bolchévique arrive. Certains commerçants polonais bannissent les Juifs de leur commerce, comme Jarosław Sworowski qui affiche à l'entrée de sa pâtisserie: Les Juifs et les chiens ne sont pas admis,. 

### La Seconde Guerre mondiale
Dès le 7 septembre 1939, immédiatement après l'entrée des Allemands en Pologne, la majorité des Juifs des districts de Żnin, Szubiń et Mogilno sont regroupés à Buk dans le district de Nowotomyśl. Un mois plus tard, ils sont transférés dans le camp de transit de Młyniewo près de Grodzisk Wielkopolski, puis de là dans Generalgouvernement Polen (Gouvernement général de Pologne).
En novembre 1939, les dix Juifs restant à Żnin sont transférés à Radziejów rebaptisé Rädichau par les Allemands.
Au début 1942, les Allemands ouvrent un camp de travail à Murczyn dans les environs de Żnin. Les 150 prisonniers, principalement des Juifs sont logés dans les anciens bâtiments de l'école et travaillent à des travaux d'assainissement des eaux. Le camp est liquidé le 6 juillet 1942. Seuls restent sur place une trentaine de prisonniers dont on ignore le sort. Peut-être ont-ils été transférés dans un camp de travail à Essen,. 
Après la guerre, la communauté juive de Żnin ne s'est pas recréée.